# AM-411
AM-411 je analgetički lek koji je kanabinoidni agonist. AM-411 je potentan i u znatnoj meri selektivan CB1 pun agonist sa Ki od 6,80 nM, ali je isto tako umereno potentan CB2 agonist sa Ki od 52,0nM.